# ダリオ・エスピノラ
ダリオ・ルドビノ・エスピノラ（Darío Ludovino Espínola, 1973年9月15日 - ）は、アルゼンチン・ミシオネス州ガルアペ出身の元サッカー選手。現役時代のポジションはDF。

## 経歴
1993年のデビュー以来アルセナルFCの一員として400試合以上に出場し、クラブ歴代2位の出場試合数を誇る。ブラジル代表の名サイドバックに因んで、「カフー」というニックネームを持つ。2010年7月からはアルゼンチン2部のデフェンサ・イ・フスティシアへ移籍。

## タイトル
アルセナル
- コパ・スダメリカーナ : 2007